# Telson
Telson este cea mai posterioară diviziune a corpului unui artropod. Nu este considerat un segment adevărat, deoarece nu apare în embrion din zonele teloblaste, la fel ca și segmentele reale. [Necesită citare] Nu poartă niciodată anexe, dar poate fi prezentă o „coadă” furcată numită furca caudală. Forma și compoziția telsonului diferă între grupurile de artropode.